# Ржиська
Ржиська (пол. Rżyska) — село в Польщі, у гміні Радзимін Воломінського повіту Мазовецького воєводства.
Населення — 317 осіб (2011).
У 1975-1998 роках село належало до Варшавського воєводства.

## Демографія
Демографічна структура станом на 31 березня 2011 року:
|          | Загалом | Допрацездатний вік | Працездатний вік | Постпрацездатний вік |
| -------- | ------- | ------------------ | ---------------- | -------------------- |
| Чоловіки | 173     | 47                 | 115              | 11                   |
| Жінки    | 144     | 21                 | 87               | 36                   |
| Разом    | 317     | 68                 | 202              | 47                   |